# Ermenfrido di Cusance
Ermenfrido (Clerval, fine del VI secolo – Cusance, 25 settembre 670 circa) è stato rifondatore e abate del monastero borgognone di Cusance. Il suo culto come santo è stato confermato da papa Leone XIII nel 1902.

## Biografia
Le notizie biografiche su Ermenfrido sono desumibili da una Vita redatta nell'VIII secolo da Gilberto, prevosto di Cusance, pervenuta in una redazione posteriore e rimaneggiata.
Nacque verso la fine del VI secolo nella zona di Clerval da Ermerico e Valdalena; aveva un fratello di nome Valdaleno insieme al quale fu allevato presso la corte del re di Neustria, Clotario II.
Dopo la morte del padre, i fratelli ereditarono un monastero eretto nel 617 da una loro parente, Randonna, e si stabilirono a Rantechaux. In seguito, Ermenfrido abbracciò la vita religiosa tra i monaci di Luxeuil sotto l'abate Valdeberto e, pochi anni dopo, guidò la colonia monastica che rifondò l'abbazia di Cusance, che nel 632 si affiliò a Luxeuil.
Morì da abate a Cusance il 25 settembre di un anno attorno al 670.

## Il culto
Il suo corpo fu sepolto inizialmente presso quello di suo fratello nella chiesa del Battista a Cusance, poi traslato a Santoche e infine a Clerval. Le sue reliquie furono profanate e disperse dagli svedesi nel 1632, ma se ne conservano frammenti.
Papa Leone XIII, con decreto del 24 novembre 1900, ne confermò il culto con il titolo di santo.
Il suo elogio si legge nel martirologio romano al 25 settembre.